# FC 바이에른 뮌헨 (여자)
FC 바이에른 뮌헨(독일어: FC Bayern München)의 여성팀은 바이에른주 뮌헨을 연고로 하는 독일의 프로 여자 축구 클럽이다. 1970년에 FC 바이에른 뮌헨 산하 여자 축구 클럽으로 설립되었으며, 현재 독일의 여자 축구 최상위 리그인 프라우엔-분데스리가에 소속되어 있다.

## 성적

### 국내 대회
- 프라우엔-분데스리가: 5회 우승 (1976, 2015, 2016, 2021, 2024)
- 여자 DFB-포칼: 1회 우승 (2012)
- 분데스리가컵: 2회 우승 (2003, 2011)

### 지역 대회
- 바이에른 여자 축구 선수권 대회: 1972 ~ 1990 (19회 연속), 2000, 2004
- 바이에른컵: 1982, 1984, 1985, 1986, 1987, 1988, 1989, 1990